# Enllaços per mediants
En harmonia hom anomena enllaços per mediants la successió de dos acords les fonamentals dels quals estan a distància de tercera. Aquest procediment es va utilitzar des del primer barroc, i va tenir una època de molta experimentació en aquest període. Quan es va establir l'ús de la tonalitat, aquest procediment va estar condicionat només a ocasions específiques i molt aïllades. En el Romanticisme, es reprengué el seu ús i s'hi desenvolupà àmpliament, arribant a esdevenir una característica d'aquest període.
El següent fragment pres del "Carmina Chromatico" d'Orlando di Lasso exemplifica un típic enllaç per mediants, molt usat tant en el Renaixement com en el Romanticisme. De l'acord de Sol M, passa al de Si M, en el moment que diu la paraula "cromàtic". (Escoltar-ho)